# Esagonatopus
Esagonatopus  (лат.) — род мелких ос семейства Dryinidae. Встречаются в Неотропике (4 вида) и Неарктике (6 видов). Самки бескрылые, самцы крылатые. Формула голенных шпор - 1/0/1 у самок и 1/1/2 у самцов. Нижнечелюстные щупики состоят из 6, а нижнегубные — из 2 члеников. У самок на передних лапках есть клешня для удерживания цикадок в тот момент, когда они их временно парализуют и откладывают свои яйца Охотятся на цикадок семейства Cicadellidae (Guglielmino and Olmi 2006). 
- Esagonatopus angelicus
- Esagonatopus floridensis Olmi & Guglielmino, 2010
- Esagonatopus minuslamellatus
- Esagonatopus neotropicus
- Esagonatopus niger (Fenton, 1924)
- Esagonatopus olmii
- Esagonatopus perdebilis (R. Perkins, 1907)